# 迪安·沃德
迪安·沃德（英語：Dean Ward，1963年6月30日—），英国男子雪车运动员。他曾代表英国参加1994年、1998年和2002年冬季奥林匹克运动会雪车比赛，其中1998年冬季奥运会获得一枚铜牌。